# Truffvenn bei Burbach
Koordinaten: 50° 8′ 12″ N, 6° 33′ 3″ O
Das Naturschutzgebiet Truffvenn bei Burbach liegt im Eifelkreis Bitburg-Prüm in Rheinland-Pfalz. Das 6,4 ha große Gebiet, das im Jahr 1986 unter Naturschutz gestellt wurde, erstreckt sich nordöstlich der Ortsgemeinde Burbach. Die Landesstraße L 16 verläuft nördlich und die L 33 südlich. Durch das Gebiet hindurch fließt der Tannenbach.
Schutzzweck ist
- die Erhaltung eines Hochmoorkomplexes in der Kyllburger Waldeifel mit seinen seltenen und in ihrem Bestand bedrohten moortypischen Tier- und Pflanzengesellschaften sowie
- die Erhaltung der Torfdecke aus wissenschaftlichen Gründen.